# Christophe Moukouéké
Christophe Moukouéké, né le 25 avril 1939 à Mvouti et mort le 29 septembre 2021 à Brazzaville, est un homme politique congolais, cofondateur du Parti congolais du travail (PCT), député, plusieurs fois ministre et secrétaire général de l'Union panafricaine pour la démocratie sociale (UPADS), le parti du président Pascal Lissouba. 

## Biographie
(septembre 2021).
- Si vous ne connaissez pas le sujet, laissez ce bandeau (vous pouvez alors contacter les auteurs).
- Si vous supprimez le contenu mis en cause (vous pouvez préalablement contacter les auteurs),

argumentez précisément cette suppression dans la page de discussion
(un manque de référence n'est pas un argument ; une recherche réelle de référence doit avoir été effectuée, être formellement documentée).
Homme de combats et de convictions, il souhaite être candidat aux présidentielles de 2009, mais ne peut se présenter pour cause de limite d'âge. Il expose son projet de reconstruction de la république du Congo dans son ouvrage Le Congo d'après guerre (1997-2000), Défis majeurs et nécessaires mutations. Il y préconise entre autres la réconciliation nationale, la restauration et l'approfondissement de la démocratie, la décentralisation, la réforme industrielle ainsi qu'une révolution éthique et morale. 
Après maintes tentatives de réconciliation au sein de l'UPADS à la suite de querelles de positionnement, Christophe Moukouéké avec certains ténors de l'UPADS entre autres Tamba-Tamba Victor, Jean Itadi, Nimi Madingou et Arsène Tsaty Mboungou vont définitivement tourner la page upadesienne pour la création d'une nouvelle formation politique, le Congrès africain pour le progrès (CAP). Cette nouvelle structure, qui ne se départ en rien des idéaux essentiels du professeur Pascal Lissouba, a pour emblème fondamental la noix de palme et semble parfaitement ancrée dans l'opposition congolaise.